# قضية هاميلتون–رينولدز

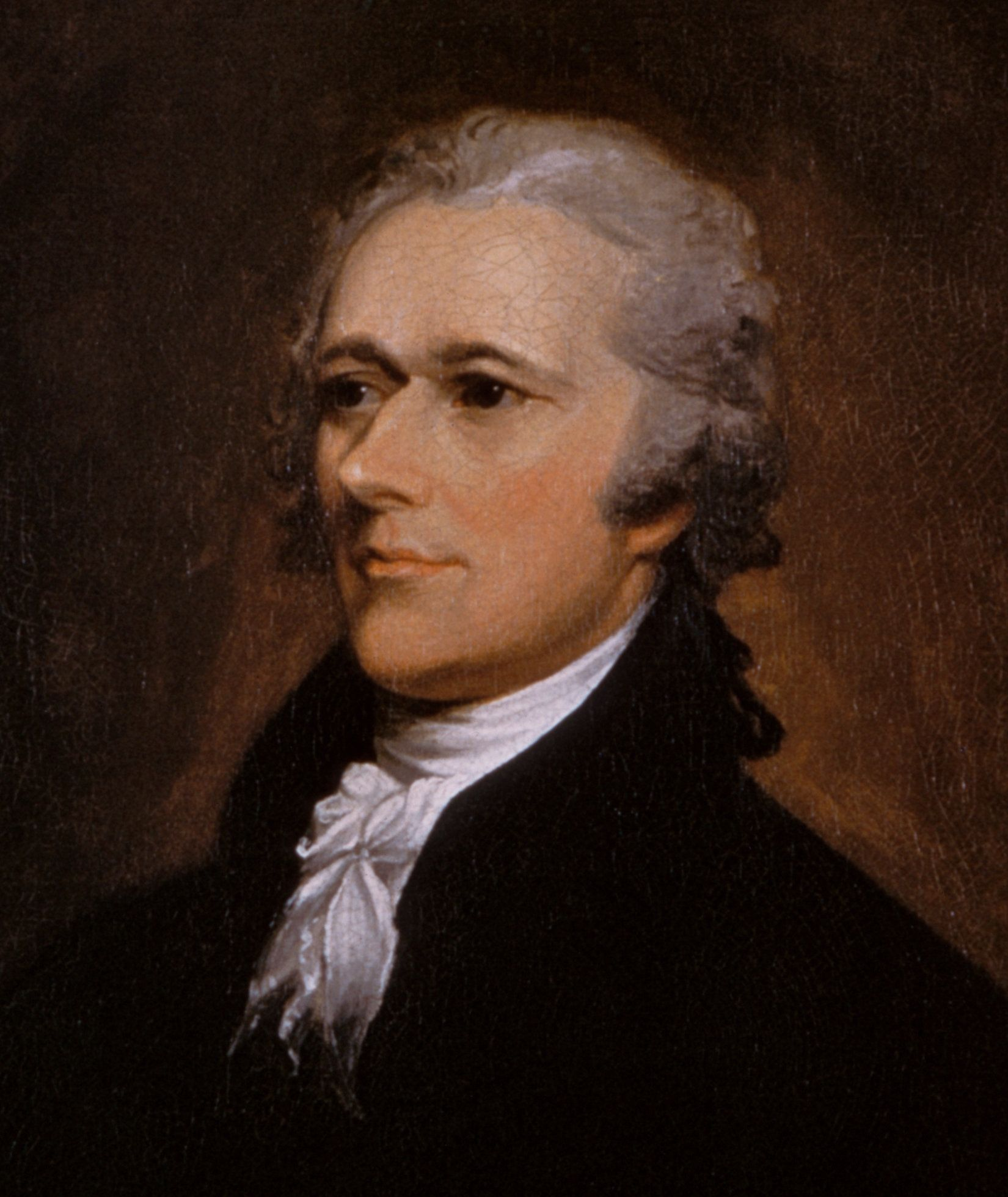
ألكسندر هاميلتون

تضمنت قضية هاميلتون–رينولدز وزير الخزانة ألكسندر هاميلتون، الذي كان على علاقة لمدة أربعة أشهر مع ماريا رينولدز خلال رئاسة جورج واشنطن. وعند اكتشاف القضية من قبل زوج ماريا، جيمس رينولدز، دفع له هاميلتون أكثر من 1300 دولار (حوالي ثلث دخله السنوي) من أموال الابتزاز للحفاظ على السرية. اضطر هاميلتون إلى الاعتراف بالقضية بعد أن هدد جيمس رينولدز بتورطه في مخطط رينولدز الخاص الذي ينطوي على أجور خلفية غير مدفوعة مخصصة للمحاربين القدماء في الحرب الثورية. كانت القضية من أولى الفضائح الجنسية في التاريخ السياسي الأمريكي.

## الخلفية
في صيف 1791، زُعم أن ماريا رينولدز، 23 عامًا، اقتربت من ألكسندر هاميلتون البالغ من العمر 34 عامًا في فيلادلفيا لطلب مساعدته ومساعدته المالية بعد أن زعمت أن زوجها جيمس قد تخلى عنها. لم يكن لدى هاميلتون أي أموال على شخصه، لذلك استرد عنوانها من أجل تسليم الأموال شخصيًا. بمجرد وصول هاميلتون إلى المنزل الذي كانت تقيم فيه ماريا، أحضرته إلى الطابق العلوي وقادته إلى غرفة نومها. روى في وقت لاحق، «أخرجت الفاتورة من جيبي وأعطيتها لها. تلا ذلك بعض المحادثات التي اتضح منها بسرعة أنه سيكون مقبولًا بخلاف المواساة المالية». بدأ الاثنان علاقة غير مشروعة استمرت، بتواتر متفاوت، حتى يونيو 1792 تقريبًا.
على مدار تلك الأشهر، أثناء حدوث القضية، كان جيمس رينولدز على دراية جيدة بخيانة زوجته. لقد دعم باستمرار علاقتهما لكسب أموال الابتزاز بانتظام من هاميلتون. في كتيب رينولدز، ذهب هاميلتون إلى حد القول بأن جيمس رينولدز، مع زوجته، تآمرَا على مخطط لابتزاره، حسب تعبيره. كانت الممارسة الشائعة في ذلك اليوم هي أن يسعى الزوج المظلوم إلى الانتقام في مبارزة مسدس، لكن رينولدز، مدركًا كم كان يجب أن يخسر هاميلتون إذا ظهر هذا النشاط للرأي العام، أصر على التعويض النقدي بدلًا من ذلك. في الواقع بعد أن أبدى هاميلتون علامات لا لبس فيها على أنه يريد إنهاء القضية في خريف عام 1791 تلقى هاميلتون رسالتين في 15 ديسمبر 1791، واحدة من كل من السيدة والسيد رينولدز. حذرت الرسالة الأولى، من ماريا، من معرفة زوجها ومحاولة جيمس ابتزاز هاميلتون. عند هذه النقطة أوقف هاميلتون علاقته بها وتوقف عن الزيارة لفترة وجيزة، ولكن يبدو أن آل رينولدز كانا متورطين في مخطط الابتزاز حيث أرسلَا رسائل تدعو هاميلتون لمواصلة زياراته. وبعد ابتزاز 1000 دولار في مقابل السرية بسبب زنا هاملتون، أعاد جيمس رينولدز النظر في طلبه بأن يتوقف هاميلتون عن علاقته مع ماريا وكتب يدعوه إلى تجديد زياراته ك«صديق»، حتى يبتز «القروض» القسرية بعد كل زيارة طلبتها ماريا على الأرجح مع رسائلها. وبحلول 2 مايو 1792، غيّر جيمس رينولدز رأيه مرة أخرى وطلب ألا يُقابل هاميلتون زوجته بعد الآن، ولكن ليس قبل تلقي مدفوعات إضافية؛ في النهاية بلغ مجموع مدفوعات الابتزاز أكثر من 1300 دولار بما في ذلك الابتزاز الأولي (19824). ربما كان هاميلتون في هذه المرحلة على دراية بتورط رينولدز في الابتزاز، ورحب كذلك بامتثال رينولدز لطلب إنهاء القضية.
قدم المؤرخ تيلار جاي مازيو نظرية مفادها أن القضية لم تحدث أبدًا. خارج كتيب رينولدز لا يوجد دليل على أن القضية حدثت؛ قال آخرون مرتبطون بالفضيحة، من جيمس مونرو، الذي كان يحمل الأوراق المتعلقة بجيمس رينولدز، إلى ماريا رينولدز نفسها، إنها كانت تتستر على فضيحة مالية. لم ينتج هاميلتون أبدًا النسخ المخطوطة لرسائل ماريا، مع أن الصحف وماريا اقترحتا الحصول على عينة بخط اليد. قال هاميلتون أنه وضعها مع صديق له، ادعى أنه لم يراهم أبدًا، مما يشير إلى أنه كان من الممكن تزوير الرسائل. كما أشار كتاب الصحيفة أيضًا إلى أن رسائل ماريا تكتب بشكل صحيح كلمات طويلة ومعقدة، وفي بعض الأحيان أخطأت في تهجئ كلمات بسيطة بطريقة لا معنى لها صوتيًا؛ ومثلما ذكر كاتب سيرة توماس جفرسون الذاتية جوليان بي، يمكن أن تشبه الرسائل ما يعتقده رجل متعلم عن رسائل حب أرسلتها امرأة غير متعلمة. ذكر كاتب سيرة هاميلتون أيضًا أن الرسائل تبدو مثل الرسائل بين ألكسندر وزوجته إليزا، وهو ما يمكن سبب إحراق إليزا لرسائلها.

## الفضيحة
في نوفمبر 1792، بعد سجن جيمس رينولدز لمشاركته في مخطط ينطوي على أجور متأخرة غير مدفوعة مخصصة للمحاربين القدماء في الحرب الثورية، استخدم معرفته حول قضية هاميلتون الجنسية للتفاوض على طريقه للخروج من مشاكله الخاصة. عرف رينولدز أن هاميلتون سيتعين عليه الاختيار بين الكشف عن علاقته مع ماريا أو الاعتراف بالتواطؤ في التهم. كان جيمس مونرو وأبراهام فينابل وفريدريك مولنبورغ أول الرجال الذين سمعوا عن هذا الفساد المحتمل داخل الحكومة الجديدة للبلاد، وفي 15 ديسمبر 1792 قرروا مواجهة هاميلتون شخصيًا بالمعلومات التي تلقوها، مدعومة بملاحظات مدفوعات هاميلتون إلى رينولدز التي أعطتهم ماريا إياها لتأييد اتهامات زوجها. نفى هاميلتون أي مخالفات مالية، وكشف عن الطبيعة الحقيقية لعلاقته مع ماريا رينولدز وزوجها بجميع تفاصيلها البغيضة. كما سلم رسائل من كل من ماريا وجيمس رينولدز.
وبسبب اقتناعهم على ما يبدو بأن هاميلتون لم يكن مذنبًا بتهمة سوء السلوك العام، وافق مونرو وفينابل ومولنبورغ على عدم نشر المعلومات والوثائق المتعلقة بقضية رينولدز. أكد مونرو وزملاؤه لهاميلتون أن الأمر قد تم تسويته. ومع ذلك، أرسل مونرو الرسائل إلى صديقه الشخصي المقرب، توماس جفرسون. كان جفرسون وهاميلتون من الأعداء الموصوفين ذاتيًا، وبعد خمس سنوات من تلقي الرسائل، استخدم جيفرسون المعرفة لبدء الشائعات حول حياة هاميلتون الخاصة.
في نفس العام، 1797، عندما لم يعد هاميلتون يشغل منصب وزير الخزانة، ظهرت تفاصيل علاقته مع ماريا وجيمس رينولدز في سلسلة من الكتيبات التي كتبها الصحفي جيمس طومسون كالندر. تم تضمين نسخ من الوثائق التي قدمها هاميلتون إلى لجنة مونرو في ديسمبر 1792. واجه هاميلتون مونرو بسبب تسرب الوثائق التي يفترض أنها سرية. نفى مونرو أي مسؤولية. اقترب هاميلتون من استدعاء مونرو كاذبًا، فرد مونرو بأن هاميلتون كان وغدًا وتحداه في مبارزة. تم تجنب المبارزة من خلال شفاعة أي شخص آخر غير آرون بور، الذي قتل هاميلتون في مبارزة بعد سنوات.  وبعد كتابة مسودة أولى في يوليو 1797، في 25 أغسطس 1797، استجاب هاميلتون لما كشفه كالندر عن طريق طباعة كتيبه الخاص المكون من 95 صفحة والذي يسمى ملاحظات على وثائق معينة، والمعروف فيما بعد باسم «كتيب رينولدز»، والذي أنكر فيه جميع تهم الفساد. ومع ذلك، لم ينكر علاقته مع ماريا رينولدز. بدلًا من ذلك، اعترف بها علنًا واعتذر عنها. أثناء الإعجاب بصراحته، فقد أضرت القضية بسمعته بشدة. وفي حين أن علاقة هاميلتون المعترف بها عملت على تأكيد اقتناع منافسه توماس جفرسون بأنه غير جدير بالثقة، إلا أنها لم تفعل شيئًا لتغيير رأي واشنطن بشأنه، الذي ما يزال ينظر إلي هاميلتون «بتقدير كبير جدًا» والذي لا زال ينظر إلى هاميلتون باعتباره القوة المهيمنة في تأسيس القانون الفيدرالي والحكومة.

## في الثقافة الشعبية
تلقت هذه الفضيحة الجنسية المبكرة في التاريخ الأمريكي صورًا خيالية متعددة.

### المسرح والسينما
مسرحية هاميلتون، عُرضت على مسرح برودواي عام 1917، شارك في كتابتها جورج أرليس، الذي لعب أيضًا دور البطولة. لعبت جين إيجلز دور ماريا رينولدز ولعب بيل ترينتون دور جيمس رينولدز.
- تم تصويرها لأول مرة في فيلم السيرة الذاتية لعام 1931 ألكسندر هاميلتون استنادًا إلى مسرحية العام 1917، مع لعب جورج أرليس دوره. لعب كل من جون كولير ماريا رينولدز ورالف هارولد جيمس رينولدز.
- في مسرحية هاميلتون الموسيقية لعام 2015، تعد قضية رينولدز لحظة مهمة في القانون الثاني، حيث تظهر مباشرة في أغنيات:
- «قل لا لهذا» (التي تبدأ فيها القضية)، «نحن نعلم» (حيث يواجه هاميلتون في البداية جفرسون وآخرون.)
- «إعصار» (الذي يقرر هاميلتون فيه كتابة كتيب رينولدز)
- «كتيب رينولدز»
- "Burn"، الذي يصور زوجة هاملتون إليزا وهي تحرق جميع رسائلها إليه ردًا على نشر الكتيب والأحداث التي يصفها الكتيب ثم يقترح أن هاميلتون نفسه «يحترق». تلعب القضية أيضًا دورًا في كتاب ديفيد ليس متمردو ويسكي المتمردون.